# Маунтен-Лейк-Парк (Меріленд)
Маунтен-Лейк-Парк (англ. Mountain Lake Park) — місто (англ. town) в США, в окрузі Ґерретт штату Меріленд. Населення — 2147 осіб (2020).

## Географія
Маунтен-Лейк-Парк розташований за координатами 39°24′0″ пн. ш. 79°22′52″ зх. д. / 39.40000° пн. ш. 79.38111° зх. д. (39.400027, -79.380975).  За даними Бюро перепису населення США в 2010 році місто мало площу 5,20 км², з яких 5,02 км² — суходіл та 0,18 км² — водойми.

## Демографія
Згідно з переписом 2010 року, у місті мешкали 2092 особи в 873 домогосподарствах у складі 531 родини. Густота населення становила 402 особи/км².  Було 954 помешкання (184/км²).
Расовий склад населення:
| - 97,8 % — білих - 0,4 % — чорних або афроамериканців - 0,3 % — азіатів - 0,1 % — корінних американців |

До двох чи більше рас належало 1,3 %. Частка іспаномовних становила 0,6 % від усіх жителів.
За віковим діапазоном населення розподілялося таким чином: 22,1 % — особи молодші 18 років, 57,8 % — особи у віці 18—64 років, 20,1 % — особи у віці 65 років та старші. Медіана віку мешканця становила 44,4 року. На 100 осіб жіночої статі у місті припадало 81,6 чоловіків;  на 100 жінок у віці від 18 років та старших — 75,6 чоловіків також старших 18 років.
Середній дохід на одне домашнє господарство  становив 50 577 доларів США (медіана — 39 688), а середній дохід на одну сім'ю — 62 497 доларів (медіана — 51 445). Медіана доходів становила 45 660 доларів для чоловіків та 31 875 доларів для жінок. За межею бідності перебувало 17,7 % осіб, у тому числі 23,8 % дітей у віці до 18 років та 5,9 % осіб у віці 65 років та старших.
Цивільне працевлаштоване населення становило 1083 особи. Основні галузі зайнятості: мистецтво, розваги та відпочинок — 22,3 %, освіта, охорона здоров'я та соціальна допомога — 20,9 %, науковці, спеціалісти, менеджери — 10,0 %, роздрібна торгівля — 7,9 %.